# Aphytis vittatus
Aphytis vittatus is een vliesvleugelig insect uit de familie Aphelinidae. De wetenschappelijke naam is voor het eerst geldig gepubliceerd in 1925 door Compere.